# Temporada 1963-64 de los Baltimore Bullets
La temporada 1963-64 fue la tercera del equipo en la NBA, y la primera en su nueva localización de Baltimore, Maryland, tras haber actuado el año anterior como los Chicago Zephyrs. La temporada regular acabó con 31 victorias y 49 derrotas, ocupando el cuarto puesto de la División Oeste, no logrando clasificarse para los playoffs.

## Elecciones en elDraft
| Ronda | Puesto | Jugador       | Posición     | Nacionalidad   | Universidad    |
| ----- | ------ | ------------- | ------------ | -------------- | -------------- |
| 1     | 2      | Rod Thorn     | Escolta/Base | Estados Unidos | West Virginia  |
| 2     | 10     | Gus Johnson   | Alero        | Estados Unidos | Idaho          |
| 3     | 19     | Tom Bolyard   | Alero        | Estados Unidos | Indiana        |
| 4     | 28     | Nolen Ellison |              | Estados Unidos | Kansas         |
| 7     | 55     | Larry Brown   | Base         | Estados Unidos | North Carolina |

## Temporada regular
| División Oeste           | División Oeste | División Oeste | División Oeste | División Oeste | División Oeste | División Oeste | División Oeste | División Oeste |
| Equipo                   | G              | P              | %              | PD             | Casa           | Fuera          | Neutral        | Div            |
| ------------------------ | -------------- | -------------- | -------------- | -------------- | -------------- | -------------- | -------------- | -------------- |
| x-San Francisco Warriors | 48             | 32             | .600           | –              | 25–14          | 21–15          | 2–3            | 29–17          |
| x-St. Louis Hawks        | 46             | 34             | .575           | 2              | 27–12          | 17–19          | 2–3            | 30–16          |
| x-Los Angeles Lakers     | 42             | 38             | .525           | 6              | 24–12          | 15–21          | 3–5            | 24–22          |
| Baltimore Bullets        | 31             | 49             | .388           | 17             | 20–19          | 8–21           | 3–9            | 16–24          |
| Detroit Pistons          | 23             | 57             | .288           | 25             | 9–21           | 6–25           | 8–11           | 13–33          |

## Estadísticas
| Rk | Jugador          | Edad | P  | PT | MP   | TC   | TCI  | %TC   | 3P | 3PI | %3P | 2P   | 2PI  | %2P   | TL  | TLI  | %TL   | RO | RD | RT   | AS  | RB | TAP | BP | FP  | PTS  |
| 1  | Walt Bellamy     | 24   | 80 |    | 42.4 | 10.1 | 19.8 | .513  |    |     |     | 10.1 | 19.8 | .513  | 6.7 | 10.3 | .651  |    |    | 17.0 | 1.6 |    |     |    | 3.8 | 27.0 |
| 2  | Terry Dischinger | 23   | 80 |    | 35.2 | 7.6  | 15.2 | .496  |    |     |     | 7.6  | 15.2 | .496  | 5.7 | 7.3  | .776  |    |    | 8.3  | 2.0 |    |     |    | 4.0 | 20.8 |
| 3  | Gus Johnson      | 25   | 78 |    | 36.5 | 7.3  | 17.0 | .430  |    |     |     | 7.3  | 17.0 | .430  | 2.7 | 4.1  | .658  |    |    | 13.6 | 2.2 |    |     |    | 4.1 | 17.3 |
| 4  | Rod Thorn        | 22   | 75 |    | 34.6 | 5.5  | 13.5 | .405  |    |     |     | 5.5  | 13.5 | .405  | 3.4 | 4.7  | .731  |    |    | 4.8  | 3.7 |    |     |    | 2.5 | 14.4 |
| 5  | Si Green         | 30   | 75 |    | 27.5 | 3.8  | 9.2  | .415  |    |     |     | 3.8  | 9.2  | .415  | 2.6 | 3.9  | .683  |    |    | 3.8  | 2.9 |    |     |    | 3.0 | 10.3 |
| 6  | Kevin Loughery   | 23   | 65 |    | 22.4 | 3.6  | 9.6  | .375  |    |     |     | 3.6  | 9.6  | .375  | 1.9 | 2.7  | .712  |    |    | 2.1  | 2.8 |    |     |    | 2.7 | 9.2  |
| 7  | Don Kojis        | 25   | 78 |    | 14.7 | 2.6  | 6.2  | .419  |    |     |     | 2.6  | 6.2  | .419  | 1.1 | 1.9  | .562  |    |    | 4.0  | 0.7 |    |     |    | 1.6 | 6.3  |
| 8  | Bill McGill      | 24   | 6  |    | 7.8  | 1.8  | 4.0  | .458  |    |     |     | 1.8  | 4.0  | .458  | 1.5 | 1.8  | .818  |    |    | 2.7  | 0.0 |    |     |    | 0.8 | 5.2  |
| 9  | Charlie Hardnett | 25   | 66 |    | 9.3  | 1.6  | 3.9  | .412  |    |     |     | 1.6  | 3.9  | .412  | 1.3 | 1.9  | .672  |    |    | 3.8  | 0.4 |    |     |    | 1.7 | 4.5  |
| 10 | Gene Shue        | 32   | 47 |    | 20.5 | 1.7  | 5.9  | .293  |    |     |     | 1.7  | 5.9  | .293  | 0.8 | 1.3  | .590  |    |    | 2.0  | 3.2 |    |     |    | 2.1 | 4.2  |
| 11 | Barney Cable     | 28   | 71 |    | 15.8 | 1.6  | 4.1  | .400  |    |     |     | 1.6  | 4.1  | .400  | 0.4 | 0.6  | .667  |    |    | 4.2  | 0.7 |    |     |    | 2.3 | 3.7  |
| 12 | Larry Staverman  | 27   | 6  |    | 16.5 | 1.0  | 2.3  | .429  |    |     |     | 1.0  | 2.3  | .429  | 0.7 | 0.7  | 1.000 |    |    | 2.2  | 0.3 |    |     |    | 1.2 | 2.7  |
| 13 | Larry Comley     | 24   | 12 |    | 7.4  | 0.7  | 3.1  | .216  |    |     |     | 0.7  | 3.1  | .216  | 0.8 | 1.3  | .563  |    |    | 1.6  | 1.0 |    |     |    | 0.9 | 2.1  |
| 14 | Roger Strickland | 23   | 1  |    | 4.0  | 1.0  | 3.0  | .333  |    |     |     | 1.0  | 3.0  | .333  | 0.0 | 0.0  |       |    |    | 0.0  | 0.0 |    |     |    | 1.0 | 2.0  |
| 15 | Mel Peterson     | 25   | 2  |    | 1.5  | 0.5  | 0.5  | 1.000 |    |     |     | 0.5  | 0.5  | 1.000 | 0.0 | 0.0  |       |    |    | 0.5  | 0.0 |    |     |    | 1.0 | 1.0  |
| 16 | Paul Hogue       | 23   | 9  |    | 6.4  | 0.3  | 1.6  | .214  |    |     |     | 0.3  | 1.6  | .214  | 0.1 | 0.2  | .500  |    |    | 1.8  | 0.1 |    |     |    | 2.2 | 0.8  |

## Galardones y récords
| Jugador     | Galardón                            |
| Rod Thorn   | Mejor quinteto de rookies de la NBA |
| Gus Johnson | Mejor quinteto de rookies de la NBA |